# Championnat de Zambie de football 1997
Navigation
Saison précédente Saison suivante
La saison 1997 du Championnat de Zambie de football est la trente-sixième édition de la première division en Zambie. Les seize meilleures équipes du pays sont regroupées au sein d'une poule unique où elles s'affrontent deux fois, à domicile et à l'extérieur. En fin de saison, les quatre derniers du classement sont relégués et remplacés par les deux premiers de chacune des deux groupes géographiques de Zambian Second Division, la deuxième division zambienne.
C'est le Power Dynamos FC qui remporte le championnat cette saison après avoir terminé en tête du classement, avec deux points d'avance sur Nkana Red Devils et dix sur le Nchanga Rovers FC. C'est le 4e titre de champion de Zambie de l'histoire du club. Power Dynamos réussit même le doublé en s'imposant en finale de la Coupe de Zambie face au City of Lusaka FC.
Le vainqueur du championnat se qualifie pour la Coupe des clubs champions africains tandis que le vainqueur de la Coupe de Zambie obtient son billet pour la Coupe des Coupes. Le meilleur club non qualifié pour les deux compétitions participe à la prochaine édition de la Coupe de la CAF.

## Les clubs participants
| - Nkana Red Devils - Power Dynamos FC - Mufulira Wanderers FC - Kalulushi FC - Lifebuoy Strikers FC - Nchanga Rovers FC - Konkola Blades FC - City of Lusaka FC | - Indeli Ndola FC - Zanaco FC - Zamsure FC - City Snipers FC - Roan United FC - Lusaka City Council FC - Kabwe Warriors FC - Lusaka Dynamos FC |

## Compétition
Le barème de points servant à établir les classements se décompose ainsi :
- Victoire : 3 points
- Match nul : 1 point
- Défaite : 0 point

### Classement
| Rang | Équipe                  | Pts | J  | G  | N  | P  | Bp | Bc | Diff |
| ---- | ----------------------- | --- | -- | -- | -- | -- | -- | -- | ---- |
| 1    | Power Dynamos FC C      | 66  | 30 | 20 | 6  | 4  | 63 | 20 | +43  |
| 2    | Nkana Red Devils        | 64  | 30 | 19 | 7  | 4  | 44 | 17 | +27  |
| 3    | Nchanga Rovers FC       | 56  | 30 | 15 | 11 | 4  | 40 | 20 | +20  |
| 4    | Roan United FC          | 54  | 30 | 16 | 6  | 8  | 42 | 27 | +15  |
| 5    | Kabwe Warriors FC       | 51  | 30 | 14 | 9  | 7  | 38 | 24 | +14  |
| 6    | Kalulushi FC            | 47  | 30 | 12 | 11 | 7  | 33 | 27 | +6   |
| 7    | Mufulira Wanderers FC T | 46  | 30 | 13 | 7  | 10 | 39 | 34 | +5   |
| 8    | Konkola Blades FC       | 43  | 30 | 11 | 10 | 9  | 34 | 34 | 0    |
| 9    | Zanaco FC               | 42  | 30 | 10 | 12 | 8  | 29 | 30 | -1   |
| 10   | Zamsure FC              | 41  | 30 | 10 | 11 | 9  | 34 | 34 | 0    |
| 11   | City of Lusaka FC       | 35  | 30 | 8  | 11 | 11 | 31 | 41 | -10  |
| 12   | Lusaka Dynamos FC       | 26  | 30 | 6  | 8  | 16 | 21 | 29 | -8   |
| 13   | Lusaka City Council     | 26  | 30 | 7  | 5  | 18 | 21 | 44 | -23  |
| 14   | Indeni Ndola FC         | 26  | 30 | 6  | 8  | 16 | 23 | 48 | -25  |
| 15   | Lifebuoy Strikers       | 25  | 30 | 5  | 10 | 14 | 20 | 37 | -17  |
| 16   | City Snipers FC         | 7   | 30 | 1  | 4  | 25 | 5  | 61 | -56  |

|  | Qualification pour la Ligue des champions de la CAF 1998                             |
|  | Qualification pour la Coupe des Coupes 1998                                          |
|  | Qualification pour la Coupe de la CAF 1998                                           |
|  | Relégation directe en Second Division                                                |
|  | T : Tenant du titre C : Vainqueur de la Coupe de Zambie P : Promu de Second Division |

## Bilan de la saison
| Championnat de Zambie de football 1997 |                             |
| Champion                               | Power Dynamos FC (4e titre) |
| Coupes et trophées                     |                             |
| Vainqueur de la Coupe de Zambie 1997   | Power Dynamos FC            |
| Qualifications continentales           |                             |
| Ligue des champions de la CAF 1998     | Power Dynamos FC            |
| Coupe des Coupes 1998                  | Nkana Red Devils            |
| Coupe de la CAF 1998                   | Nchanga Rovers FC           |
| Promotions et relégations              |                             |
| Promus en Premier League               | Ministry of Finance FC      |
| Promus en Premier League               | Nkwazi FC                   |
| Promus en Premier League               | Ndola Wanderers FC          |
| Promus en Premier League               | Ndola United                |
| Relégués en Second Division            | Lusaka City Council FC      |
| Relégués en Second Division            | Indeni Ndola FC             |
| Relégués en Second Division            | Lifebuoy Strikers FC        |
| Relégués en Second Division            | City Snipers FC             |